# Saison cyclonique 1998 dans l'océan Pacifique nord-ouest
La saison cyclonique 1998 dans l'océan Pacifique nord-ouest a été la saison la moins active jamais enregistrée, avant celle de 2000, au nord de l'équateur et à l'ouest de la ligne de changement de date internationale. La saison 1998 a été très faible par rapport à la précédente ; cela est dû au fort El Niño de la saison précédente. Au cours de la saison 1998, un total de 28 dépressions tropicales se sont formées dans le bassin du Pacifique occidental. Sur ces 27 dépressions, 18 au total se sont transformées en tempêtes tropicales, dont 9 se sont encore intensifiées en typhons.
Les tempêtes tropicales formées dans ce bassin reçoivent une identification du Joint Typhoon Warning Center et un nom par l'agence météorologique du Japon. Les dépressions tropicales qui pénètrent ou se forment dans la zone de responsabilité des Philippines se voient attribuer un nom local par l'Administration des services atmosphériques, géophysiques et astronomiques des Philippines (PAGASA). Il en résulte souvent que la même tempête peut avoir deux noms.
Le premier cyclone tropical s'est développé le 28 mai, marquant le quatrième dernier départ de toute saison de typhons du Pacifique jamais enregistré, et le dernier s'est dissipé le 22 décembre. La région des Philippines a également établi un record : avec seulement onze tempêtes se formant ou se déplaçant dans sa zone de responsabilité, qui est battu en 2006.

## Cyclones tropicaux

### Dépression tropicale01W
Une perturbation tropicale a été notée pour la première fois à 1 080 km au nord-nord-ouest de Palau le 6 juillet. Le système s'est progressivement organisé et a été classé dépression tropicale 01W à 15 h UTC le lendemain. C'est l'ouverture d'une saison de typhons dans le Pacifique la plus tardive depuis le début des enregistrements fiables en 1959. Le lendemain, 01W est entré dans la zone de responsabilité de l'Administration des services atmosphériques, géophysiques et astronomiques des Philippines (PAGASA) et a reçu le nom local Akang. En se déplaçant lentement vers le nord-ouest, la dépression s'est rapprochée de Taïwan mais l'augmentation du cisaillement vertical du vent a provoqué le déplacement de la convection loin du centre de la circulation. Avec le centre exposé, la dépression s'est affaiblie et à 21 h UTC le 10 juillet elle a touché terre dans le nord de Taïwan, se dissipant peu de temps après. Aucun dommage connu n'a été causé par la dépression.

### Tempête tropicale Nichole
Alors que 01W s'intensifiait au-dessus de la mer des Philippines, une vaste zone de basse pression s'est développée dans la mer de Chine méridionale. La dépression s'est lentement intensifiée en se déplaçant vers le nord-nord-est et a été déclarée dépression tropicale 02W tôt le 8 juillet. La dépression s'est lentement renforcée et à la fin la journée est devenue la tempête tropicale Nichole.
La tempête a atteint son intensité maximale juste au large du sud de Taïwan avec des vents soutenus de 95 km/h sur une minute selon le Joint Typhoon Warning Center (JTWC) et 65 km/h sur 10 minutes avec une pression centrale de 998 hPa selon l'Agence météorologique du Japon (JMA). La combinaison de l'air sec, du fort cisaillement du vent et de la proximité de la tempête avec la terre a amené Nichole à s'affaiblir rapidement à dépression tropicale seulement douze heures après avoir atteint son intensité maximale. Les restes exposés de Nichole ont exécuté une boucle dans le sens des aiguilles d'une montre au large de Taïwan avant de se diriger vers le nord en Chine continentale et de se dissiper.
La mer agitée a provoqué l'échouement de quatre porte-conteneurs dans le port de Kaohsiung à Taiwan, aucun des membres d'équipage n'a été blessé. De fortes pluies à Taïwan ont inondé environ 10 km2 de cultures.

### Tempête tropicale03W
Le JTWC a mentionné une perturbation tropicale pour la première fois lors de son bulletin régulier d'analyse du 24 juillet à 6 h UTC. La dépression tropicale 03W s'est développée sur la périphérie Est d'un tourbillon sur le creux de mousson à 425 milles marins (787 km) à l'est-nord-est d'Iwo Jima le 25 juillet. Se déplaçant plus au nord, elle s'est affaiblie en rencontrant un cisaillement vertical accru du vent. À 9 h UTC le 26 juillet, le centre avait perdu ses nuages et le JTWC a cessé ses bulletins.
Bien que le JTWC n'ait jamais transformé ce cyclone en tempête tropicale lors des événements, une réanalyse météorologique ultérieure a montré que 03W avait atteint une intensité maximale de 85 km/h peu avant son déclin. Par conséquent, bien qu'aucun nom ne lui ait été attribué, elle est reclassée tempête tropicale.

### TyphonOtto
Le premier typhon de la saison s'est développé à partir d'une dépression tropicale au début août. La convection persistante s'est développée autour de la dépression et tôt le 2 août, le JTWC a commencé à émettre des avis sur la dépression tropicale 04W.
Des avis de tempête ont été mis en place aux Philippines avant l'arrivée de la tempête le 3 août. Cependant, la trajectoire d’Otto s'est éloignée du pays et les bulletins ont été interrompus le 5 août. Les fortes pluies associées à Otto sur Taïwan, s'élevant à moins 400 mm dans les régions montagneuses, ont provoqué des inondations qui ont tué cinq personnes,. Les dommages à Taïwan se sont élevés à 761 000 $US (1998).
Après avoir traversé le détroit de Taïwan, le typhon a frappé la Chine, produisant de fortes pluies qui ont causé des inondations dans des zones souffrant déjà des pires inondations depuis au moins 45 ans. Les responsables n'ont signalé aucun dommage ou perte de vie dans la province du Fujian associé au système en dissipation.

### Tempête tropicale sévèrePenny
Au début août, le JTWC a commencé à suivre un complexe convectif persistant à méso-échelle sur la très chaude mer des Philippines. Une alerte de formation de cyclone tropical a été émise le 5 août alors qu'un cyclone de surface a commencé à se développer. Pendant le mouvement du cyclone vers l'île de Luzon, il a fallu 36 heures à la dépression tropicale pour atteindre l'intensité d'une tempête tropicale le 7 à 12 h UTC, juste avant que le cyclone ne touche terre.
L'interaction avec le terrain montagneux a temporairement affaibli Penny en dépression tropicale mais 18 heures plus tard, elle est redevenue une tempête tropicale qui a atteint une intensité maximale de 95 km/h en mer de Chine. Le cyclone a touché terre pour la deuxième fois dans le sud de la Chine, près de Zhanjiang, vers 0 h UTC le 11 août. Les fortes pluies ont contribué à des inondations généralisées. Le JTWC a émis son dix-huitième et dernier avertissement 9 heures plus tard.
Penny est passée à 165 kilomètres de Hong Kong et a tué une personne.

### TyphonRex
Un creux barométrique tropical en altitude a permis le développement de la dépression tropicale 6W le 22 août à l'est de Luzon. Elle s'est d'abord déplacée vers l'ouest, mais lorsque le creux a affaibli à cause d'une crête barométrique plus à l'est, sa trajectoire s'est incurvée vers le nord-est, devenant la tempête tropicale Rex le 23 août.
Le système s'est lentement intensifié pour devenir un typhon le 26, suivi d'un pic de vents soutenus de 215 km/h sur une minute le 28 au sud du Japon. Alors que Rex se déplaçait vers le nord, il a provoqué de fortes inondations à Honshū, au Japon, faisant 13 morts et des dégâts modérés dus aux glissements de terrain à travers l'île.
Un autre creux a tiré la tempête vers l'est, sauvant le Japon d'un assaut direct, et Rex a continué vers le nord-est jusqu'à une latitude inhabituellement élevée près de 50° N, lorsqu'il est devenu extratropical le 9 près des îles Aléoutiennes, à l'est de la ligne de changement de date internationale.

### Dépression tropicale07W
Une perturbation tropicale s'est développée à l'Est de Taïwan, le long d'un creux de mousson, le 31 août. Le premier avertissement pour la dépression tropicale 07W a été émis tôt le 2 septembre. Bien que la convection ait périodiquement augmenté, cette dépression ne s'est pas intensifiée. 07W s'est déplacé rapidement vers le nord-est sous l'influence de la crête subtropicale et a commencé à accélérer avant de tourner plus à l'est-nord-est. Le cisaillement vertical modéré des vents, causé par le typhon Rex (06W), l'a affaibli. Le dernier avertissement du JTWC a été  émis le 4 septembre à 9 h UTC. La dépression s'est complètement dissipée le 5 septembre en mer.

### Tempête tropicale sévère/TyphonStella
Une faible perturbation tropicale est apparue juste à l'est des îles Mariannes du Nord le 11 septembre et peu de temps après s'est développée la dépression tropicale 08W. Se dirigeant vers le nord-ouest, le système a atteint le niveau de tempête tropicale sévère selon l'agence météorologique du Japon, ou celui de typhon de catégorie 1 selon le JTWC, tôt le 15 septembre.
Le premier avertissement a été émis à 9 h UTC le 12 septembre. Stella a touché terre vers 18 h UTC le 15 septembre près de Numazu, Japon. Le cyclone est devenu extratropical 18 heures plus tard sur l'ile d'Hokkaidō, accélérant à 58 nœuds (107 km/h) vers le nord-est tout en maintenant une intensité des vents soutenus sur 1 minute de 110 km/h. Le JTWC a émis son dernier avertissement à 15 h UTC le 16 septembre.
CNN Tokyo a signalé d'énormes vagues jusqu'à 23 pieds (7 m) de hauteur, des inondations, de fortes pluies allant jusqu'à 14 pouces (356 mm) en 24 heures, des glissements de terrain et quatre morts. Dans le nord du Japon, près de Wakkanai, Hokkaidō, de nombreuses maisons ont été endommagées ou détruites. Une personne a été tuée, soufflée de son toit alors qu'elle tentait de le réparer. Plusieurs rivières ont débordé de leurs rives après des précipitations dépassant 200 mm. Dans toute la sous-préfecture de Sōya, les pertes agricoles et de la pêche se sont élevées à 171 213 $US. De graves inondations ont eu lieu dans la sous-préfecture d'Abashiri où des centaines de maisons ont été inondées après que les rivières aient rompu leur lit. Plus de 6 200 ha de terres agricoles ont été perdus, de grandes sections de routes ont été emportées, dont 14 ponts, et les pertes totales à Abashiri ont atteint 185 296 $US), dont une grande partie à l'industrie de la pêche.
De graves dommages ont été subis à Iwamizawa, Hokkaidō après que des pluies torrentielles ont déclenché des inondations généralisées. Une personne a été tuée dans la ville et 29 bâtiments ont été détruits. Les pertes agricoles dans la région se sont élevées à 110 436 $US). Certaines des pires inondations se sont produites à Obihiro avec 1,7 millionUS en pertes agricoles. Un troisième décès a eu lieu dans la région.

### Dépression tropicale09W
La dépression tropicale 09W s'est développée dans le creux de mousson à l'est de l'île de Hainan dans la mer de Chine méridionale le 13 septembre. Le JTWC a émis le premier avertissement le 9 h UTC. La dépression a atteint une intensité maximale dans le détroit de Qiongzhou, se dirigeant vers le golfe du Tonkin, avant de toucher terre et de se dissiper au Vietnam le 14 septembre.

### Typhon Todd
Le JTWC a émis une alerte de formation de cyclone tropical tôt le 15 septembre. Le premier avertissement a été émis 24 heures plus tard pour la tempête tropicale Todd dans la mer des Philippines. À 6 h UTC le 17, il a atteint son apogée avec des vents soutenus de 240 km/h et un œil rempli de nuages de 12 milles marins (22 km) de diamètre se déplaçant vers le nord-est.
Après 12 h UTC, Todd a subi un cisaillement vertical accru du vent et commença à faiblir. Lorsque le typhon a touché la côte est de la Chine, à 85 milles marins (157 km) au sud de Shanghai, il était redevenu une tempête tropicale qui est entrée dans les terres. Les restes de Todd sont devenus quasi-stationnaires et se sont dissipés.
Sept personnes ont été tuées par Todd à Kyūshū. Les dégâts dans le sud du Japon se sont élevés à 236 436 $US.

### TyphonVicki
Le 17 septembre, une perturbation tropicale s'est formée en mer de Chine méridionale à l'ouest de Luzon. Elle s'est rapidement intensifiée et a été nommée tempête tropicale Vicki avant de devenir un typhon un jour après sa formation. Inhabituellement, le système s'est déplacé vers l'est et a traversé Luzon le 18 septembre, apportant des vents violents sur la majorité des régions de l'île,. Après cela, Vicki s'est déplacé vers le nord-est et a finalement touché terre le 22 septembre sur la péninsule de Kii au Japon.
Au total, 108 personnes ont été tuées et 10 autres ont été portées disparues. Les dommages causés par la tempête se sont élevés à 1,86 milliard de dollars. Aux Philippines, des vents soutenus de 160 km/h ont été rapportés ainsi que des pluies torrentielles, tuant 9 personnes et affectant plus de 300 000. Le traversier MV Princess of the Orient a coulé pendant l'assaut de la tempête, tuant 70 personnes et 80 disparus présumés morts. Il a coulé près de l'île Fortune dans le passage de l'île Verde.
Au Japon, Vicki a frappé le sud du pays, tuant deux femmes dans la préfecture de Nara, endommageant le grand sanctuaire de Kasuga dans la ville de Nara et la pagode à cinq étages du temple de Muro, perturbant aussi le service des trains et plus de 60 vols intérieurs dans le pays.

### Dépression tropicale12W
La dépression tropicale 12W s'est développée dans la mer de Chine méridionale le 18 septembre, puis s'est déplacée vers le nord-ouest et a touché terre au Vietnam 36 heures plus tard près de Cua Ho. Un premier avertissement JTWC a été émis à 9 h UTC le 18 et le dernier le 19 septembre à 21 h UTC.

### Tempête tropicaleWaldo
Le JTWC a émis une alerte de formation de cyclone tropical à 9 h UTC le 19 septembre et le premier avertissement a été lancé 18 heures plus tard pour une dépression tropicale qui s'est développée dans la mer des Philippines, au sud-ouest de Iwo Jima. Se déplaçant vers le nord plus rapidement que prévu, le système a atteint l'intensité de la tempête tropicale quelques heures plus tard et fut nommé Waldo.
L'accélération rapide vers le nord était due à la proximité de Vicki à son sud-ouest, qui a en plus soufflé les nuages en altitude de Waldo, limitant son intensité maximale à des vents de 85 km/h. La tempête a touché la côte près d'Owase sur l'île de Honshū, au Japon, vers 8 h UTC le 21 septembre. Elle a traversé le pays et s'est dissipée sur la mer du Japon.

### TyphonYanni
La dépression 14W s'est formée dans la mer des Philippines et s'est lentement intensifiée en se déplaçant vers le nord-ouest atteignant l'intensité de la tempête tropicale à 12 h UTC le 27 septembre. S'approchant de Taïwan, elle est devenue un typhon 18 heures plus tard puis a tourné vers le nord-est, atteignant son intensité maximale avec des vents soutenus sur 1 minute de 150 km/h. Il a touché l’île de Cheju puis la région de Yeosu en Corée du Sud après avoir faibli à tempête tropicale. Tournant vers le sud, le système s'est dissipé près de l'archipel Ryūkyū en mer de Chine orientale. Le dernier avertissement a été émis à 9 h UTC le 1er octobre.
Selon une agence de presse sud-coréenne, Yanni a tué 50 personnes et forcé des milliers de personnes à fuir leurs maisons.

### Dépression tropicale15W
La dépression tropicale 15W s'est développée dans la mer de Chine méridionale le 2 octobre. Elle s'est d'abord déplacée vers le nord-est, avant de s'incurver plus tard vers le nord-ouest et de toucher terre au Vietnam peu de temps avant de se dissiper le 5 octobre.

### Dépression tropicale16W
La dépression tropicale 16W s'est développée à l'est de Taïwan le 4 octobre. Elle a duré trois jours, dérivant vers le nord-est, avant de se dissiper le 7 octobre.

### Dépression tropicale17W
La dépression tropicale 17W s'est développée dans le creux de mousson près de l'île Ryükyü le 5 octobre et s'est dissipée en mer de Chine orientale le lendemain. Elle n'a pu survivre dans un environnement défavorable avec beaucoup de cisaillement des vents en altitude.

### TyphonZeb
Un avis a été émis par le Joint Typhoon Warning Center JTWC le 9 octobre à 6 h 30 UTC pour une perturbation tropicale située au sud-est de Guam. Leur premier avertissement a été émis à 21 h UTC alors que le système était au sud-ouest de Guam. L'Agence météorologique japonaise (JMA) a emboîté le pas le 10 octobre.
Le système s'est intensifié jusqu'à devenir une tempête tropicale au nord des Îles Yap. Lors de l'intensification, le radar WSR-88D sur Guam a détecté un autre cyclone intégré dans le premier et a reçu le nom de tempête tropicale Alex. Le JTWC a rehaussé Zeb en typhon le 11 octobre à 18 h UTC. En même temps, il faisait son entrée dans la zone de responsabilité de l'agence météorologique des Philippines (PAGASA) qui lui a donné le nom local Iliang.
Zeb a atteint l'intensité d'un super typhon de catégorie 5 dans l'échelle de Saffir-Simpson le 13 octobre à 0 h UTC avec des vents soutenus sur une minute de 285 km/h juste avant de toucher les  Philippines au sud de la baie de Palanan, île de Luçon. En même temps, PAGASA a estimé les vents sur 10 minutes à 240 km/h.
Lors du passage au nord de Luzon, le JMA a estimé des vents de pointe sur 10 minutes à 205 km/h. Zeb a ensuite commencé à faiblir et à se déplacer vers le nord et Taiwan. Après que son centre soit passé à seulement 10 milles marins (19 km) à l'est de Taïwan, le cyclone s'est déplacé vers le nord-est et a accéléré. Avec une vitesse de déplacement de 48 nœuds (89 km/h), Zeb a subi une transition post-tropicale sur le sud du Japon. Le dernier avertissement a été émis le 18 octobre.

### Tempête tropicaleAlex
Alex a été détecté pour la première fois sur l'imagerie du radar météorologique NEXRAD de Guam passant au nord de l'île d'Ulithi. Les données radar ainsi qu'un rapport de vent de 40 nœuds (74 km/h) de l'île de Rota ont abouti au premier avertissement émis à 3 h UTC le 11 octobre. La tempête de très petit diamètre a maintenu un mouvement vers l'ouest au nord du typhon Zeb jusqu'à 6 h UTC le 12 octobre, puis a tourné vers le sud-ouest et subi un cisaillement vertical des vents. Le centre a été ensuite absorbé par Zeb et le dernier avertissement a été émis à 21 h UTC.

### Typhon Babs
Le super typhon Babs (typhon Loleng aux Philippines) est un cyclone tropical qui a causé de gros dégâts aux Philippines et à Taïwan en octobre 1998. Le typhon a tué plus de 300 personnes. Une perturbation tropicale s'est développée à l'est-sud-est de Guam le 11 octobre, quatre jours seulement après le passage du typhon Zeb dans la même région. Le Joint Typhoon Warning Center américain (JTWC) a émis une alerte de formation de cyclone tropical le 12 octobre, indiquant que le développement était imminent. Le système ne s'est transformé en dépression tropicale qu'à 6 h UTC le 14 octobre, selon une analyse de l'Agence météorologique japonaise, entre les Philippines et Guam. Trois heures plus tard, le JTWC a commencé à suivre le système sous le nom de Tropical Depression 20W.
La tempête s'est d'abord déplacée vers l'ouest, ne s'intensifiant pas initialement en raison de l'écoulement du typhon Zeb vers le nord-ouest et passa au nord de Palau. Babs a ralenti et s'est brièvement tourné vers le sud avant d'avancer vers le nord-ouest, après quoi il s'est rapidement intensifié en un puissant typhon. Le 20 octobre, l'Agence météorologique du Japon (JMA) a estimé des vents de pointe sur 10 minutes à 155 km/h, tandis que le Joint Typhoon Warning Center (JTWC) a estimé des vents de pointe sur 1 minute à 250 km/h, faisant de Babs un super typhon. La tempête a frappé l'île philippine de Catanduanes à cette intensité et s'est légèrement affaiblie avant de frapper Luzon. Babs a tourné vers le nord une fois dans la mer de Chine méridionale, s'affaiblissant plus tard en raison de conditions défavorables et se transformant en cyclone extratropical le 27 octobre dans le détroit de Taïwan.
Dans l'ensemble, Babs a détruit 96 581 maisons et endommagé 307 042 autres, laissant environ 130 000 personnes sans abri aux Philippines,. Il y a eu 303 morts dans le pays avec 751 autres blessés, principalement dans la région de Bicol. Cela comprenait 71 décès à Catanduanes et 41 à Camarines Sur. La plupart des décès étaient liés à des glissements de terrain, des inondations, des électrocutions, des morsures de serpent et des accidents de nettoyage. Sur Catanduanes, les résidents ont creusé des fosses communes en raison du nombre élevé de morts. Les dommages totaux aux Philippines ont été estimés à 159 millions $US en 1998 (
249 millions $US maintenant), ce qui en faisait toujours en 2011 le 9e typhon le plus coûteux aux Philippines et le 5e le plus coûteux dans le bassin pacifique,.

### Tempête tropicaleChip
Le 11 novembre à 12 h 30 UTC, un premier bulletin a été émis par le JTWC lorsqu'une large circulation cyclonique s'est organisée dans le nord de la mer de Chine méridionale. Le 12 à 3 h UTC, le premier avertissement a été émis lorsque les données satellitaires et synoptiques ont montré une amélioration de l'organisation et que le système est devenu la dépression tropicale 21W.
Se déplaçant lentement vers le nord-ouest en direction du Vietnam, elle a atteint l'intensité de la tempête tropicale trois heures plus tard sous le nom de Chip. Celle-ci a atteint une intensité maximale de 95 km/h 18 heures plus tard. Alors qu'elle se rapprochait du Vietnam, les effets de l'interaction avec la côte et le cisaillement vertical du vent ont commencé à l'affaiblir. Sa trajectoire a alors tourné vers le sud avant de toucher la côte sud vietnamienne le 15 octobre comme dépression tropicale. Les vestiges du système ont traversé le Vietnam, la Thaïlande et le Cambodge.
Chip a tué au moins 17 personnes et causé 923 400 $US de dommages au Vietnam. Les restes de Chip se sont régénérés au-dessus du golfe du Bengale, culminant en tant que puissant cyclone de catégorie 1, connu sous le nom de cyclone 07B, dans le bassin de l'océan Indien nord. Ce dernier a touché le Bangladesh, tuant 100 personnes.

### Tempête tropicaleDawn
Le JWTC a détecté une perturbation tropicale le 16 novembre en mer de Chine méridionale. Le premier avertissement pour la dépression tropicale a été émis à 9 h UTC le 18 après que les données satellitaires aient indiqué une intensité de 25 nœuds (46 km/h). Se déplaçant vers le nord-ouest, loin d'une zone de fort cisaillement vertical du vent, elle a atteint le stade de tempête tropicale 9 heures plus tard. Dawn a atteint une intensité maximale de 85 km/h avant de toucher terre près de Cam Ranh au Vietnam le 19 novembre vers 15 h UTC. Faiblissant rapidement en entrant dans les terres, Dawn s'est dissipée sur le nord du Cambodge le 20 novembre.
Bien qu'il s'agisse d'une faible tempête tropicale, les pluies torrentielles de Dawn ont déclenché des inondations catastrophiques au Vietnam, tuant au moins 187 personnes. Elle était considérée comme le pire cyclone à avoir frappé la région en trois décennies : 500 000 maisons ont été inondées, 7 000 autres ont été détruites et environ 2 millions de personnes se sont retrouvées sans abri. Les dommages ont été estimés à 28 millions $US.

### Tempête tropicaleElvis
Un premier bulletin fut émis à 23 h UTC le 23 novembre pour un système mal défini sur le sud-est des Philippines. Le premier avertissement a été émis 4 heures plus tard alors que les rapports de navires et l'estimation des données satellitaires ont indiqué qu'une dépression tropicale s'était formée (23W) et se dirigeait vers l'ouest-nord-ouest. Elle atteint l'intensité d'une tempête tropicale à 23 h UTC le 24 novembre et nommée Elvis par le JTWC et l'Agence météorologique du Japon. Comme elle traversait les Philippines, le PAGASA lui a donné le nom de Miding. Le système a atteint une intensité maximale de 85 km/h 12 heures plus tard dans la mer de Chine méridionale.
Un cisaillement vertical modéré du vent a empêché une nouvelle intensification avant de toucher terre à 0 h UTC le 23 novembre au nord de Quy Nhon, Vietnam. Le dernier avertissement du JTWC a été émis à 9 h UTC le 26 novembre.
Selon les rapports compilés par le Dartmouth Flood Observatory (Dartmouth College, New Hampshire), Elvis a fait environ 49 morts et pour 30 millions $US de dégâts dans les provinces de Bình Định et Quảng Ngãi au Vietnam à cause des précipitations et inondations.

### TyphonFaith
La tempête tropicale Faith (nommée Norming aux Philippines) s'est déplacée vers l'ouest à travers le nord-ouest du Pacifique. Elle s'est transformée en typhon en traversant les Philippines, une région touchée par plusieurs typhons cette saison. Après avoir atteint un pic de vents de 165 km/h sur la mer de Chine méridionale, Faith s'est affaiblie en tempête tropicale le 14 décembre, juste avant de toucher terre dans l'est du Vietnam et de se dissiper plus tard dans la journée.
Aux Philippines, 8 personnes ont été tuées et 17 autres portées disparues. Dans tout le pays, 51 785 personnes ont été déplacées et 20 419 autres ont été évacuées. Les dommages se sont élevés à 13 millions de dollars (1998). Au Vietnam, 40 personnes ont été tuées et trois portées disparues, 602 maisons ont été détruites, 16 327 autres ont été endommagées et 58 487 ha de rizières ont été inondées. Les dommages dans le pays se sont élevés à 15 millions de dollars.

### Tempête tropicaleGil
La tempête tropicale Gil s'est développée au nord de Bornéo dans la mer de Chine méridionale le 8 décembre. Elle s'est déplacée vers l'ouest et a culminé avec des vents de 65 km/h. Par la suite, le système a faibli et touché terre près de Songkhla en Thaïlande sous la forme d'une dépression tropicale qui s'est dissipée le 13 décembre.
Gil a provoqué un accident d'avion à Surat Thani en raison du mauvais temps.

### Dépression tropicale26W
La dépression tropicale 26W s'est développée sur les Philippines le 17 décembre. Elle s'est déplacée vers le nord-nord-ouest et s'est dissipée près du nord de Luzon le 19 décembre.

### Dépression tropicale27W
La dernière dépression tropicale de la saison s'est développée à partir d'une perturbation tropicale mal organisée le 18 décembre au-dessus de la mer de Chine méridionale. Situé dans un environnement défavorable, le système a eu du mal à maintenir une convection profonde. Cependant, le lendemain, il a été classé dépression tropicale 27W par le JTWC avant de se dissiper le 22.
Lors des événements, le système a même été considéré comme une tempête tropicale, avec des vents maximums de 75 km/h mais une réanalyse post-saison a abaissé son intensité à 55 km/h.